# Švyturys
Švyturys («Швітуріс» — укр. Маяк) — пивоварний завод у Литві, розташований в місті-порту Клайпеда. Заснований в 1784 році родиною портових купців Райнеке (Reinecke). У даний час завод належить Carlsberg Group.

## Історія
Пивоварний завод був заснований в Клайпеді (у той час — Мемель) купцем Йоганном Райнеке в 1784 році, та з того часу його герб прикрашає родовий символ — морський орел. Пивоварня, яка діяла у Фрідріхському передмісті, в 1871 році об'єдналася з пивоварнею поміщика Теодора Пройса (Theodor Preuss) в Мемельську акціонерну пивоварню. Ця пивоварня варила традиційний бок, баварське пиво і портер, за який ще в 1883 році була удостоєна золотої медалі на торгово-ремісничому ярмарку Клайпедського краю.
У період першої незалежності Литви між світовими війнами Клайпедська акціонерна пивоварня володіла власною дріжджовою фабрикою, складом вина та лікерів, славилася легким сортом пива Audit і сортом Caramel, який в 1927 році був удостоєний медалі на Виставці литовського господарства в Клайпеді.
Під час Другої світової війни пивоварня в Клайпеді діяла під назвою Ostquell. У 1944 році вона була майже повністю зруйнована, а в повоєнний час відновлена й отримала назву Švyturys («Маяк»). На пивоварному заводі Švyturys виробництво пива було розпочато в 1946 році. У 1960-ті роки був розроблений традиційний рецепт пива Baltijos, в стилі Märzen, який виготовляється по теперішній час. У 1973 році завод Švyturys першим у Литві почав виробництво пастеризованого пива.
Після відновлення незалежності Литви завод Švyturys був реорганізований в акціонерне товариство. У 1995 році майстриня пивоваріння Джульєтта Армонене (за 20 років створила для фабрики п'ять сортів пива) розробила в Клайпеді пиво Švyturys Extra (клас Dortmunder/EuropeanExport), яке у 1998 році отримало за підсумками змагань організованого литовськими виробниками, титул «продукту року» в Литві.
У 1999 році данська компанія Carlsberg придбала акції Švyturys.
У 2000 році срібна медаль Всесвітнього Кубку пива (США) — найбільшого міжнародного конкурсу пивних марок — дісталася пива Švyturys Ekstra (категорія Dortmunder/European Export).
У 2001 році пивоварні заводи Švyturys і Utenos alus об'єдналися в АТ Švyturys-Utenos alus. У результаті придбання концерном Carlsberg норвезької компанії Orkla, яка володіла правами на Utenos alus, а в лютому 2003 року АТ Švyturys-Utenos alus було реорганізовано в ЗАТ Švyturys-Utenos alus. У 2001 році на Всесвітньому чемпіонаті пива, проведеному Чиказьким інститутом дегустації напоїв (США), пиво Švyturys Ekstra було удостоєно золотої медалі (категорія Dortmunder). У 2002 році пиво Švyturys Baltijos завоювало бронзову медаль Всесвітнього Кубку пива (категорія Oktoberfest/Märzen).
У 2003 році в Клайпеді було зварене перше пиво з «Традиційної колекції» — пшеничне пиво Baltas. У 2004 році пиво Švyturys Ekstra було удостоєно золотої медалі на Стокгольмському фестивалі пива (категорія Lager). У тому ж році розпочався регулярний експорт пива Švyturys Ekstra в Сполучені Штати Америки. У 2004 році до ювілею пивоварного заводу був зварений розроблений за технологією Krausening преміум лагер Jubiliejinis 1784. За результатами досліджень AC Nielsen, у 2004 році пиво, що випускалося фабрикою Švyturys, вважалося не тільки кращим виготовленим у Литві пивом (96 % респондентів), але й литовським продуктом, що став предметом національної гордості (83 % респондентів).
У 2005 році пиво Švyturys Ekstra Draught стало єдиним у категорії пива володарем золотої медалі на організованій Конфедерацією промисловців Литви конкурсі «Литовський продукт року 2005». Із 2005 року Švyturys запрошує відвідати експозицію, обладнану на пивоварному заводі. У 2007 році на пивоварному заводі Švyturys був вперше зварений бок Adler Bock. У 2008 році на міжнародному «Сибірському ярмарку» пиво Švyturys Baltijos було удостоєне Великої золотої медалі", пиво Švyturys Baltas — «Малої золотої медалі». У 2009 році на міжнародному конкурсі The Australian International Beer Awards (AIBA) три сорти пива — Švyturys Ekstra Draught, Švyturys Baltas і Švyturys Baltijos — були удостоєні срібних і бронзових медалей, а на Всесвітньому чемпіонаті пива в Чикаго пшеничне пиво Švyturys Baltas було удостоєно срібної нагороди. Із нагоди 225-річного ювілею Клайпедського пивоварного заводу пивовари Švyturys представили «Традиційну колекцію Švyturys» — класичні сорти пива, розлитого в старовинні рельєфні пляшки. У 2009 році на пивоварному заводі Švyturys вперше було розлите пиво Švyturys Nefiltruotas. У 2010 році в Міжнародному інститут смаку і якості iTQi (Брюссель), що об'єднує найкращих шефів і сомельє континенту, удостоїв темне пиво Baltijos і міцне пиво Adler Bock із «Традиційної колекції Švyturys» високою нагородою Superior Taste Award (три зірки).
У 2011 році на конкурсі Superior Taste Award темне пиво Švyturys Baltijos і міцне пиво Švyturys Adler Bock завоювали найвищу нагороду (три зірки). У 2012 році оновленому пиву Švyturys Ekstra присуджена золота медаль Всесвітнього Кубку пива. У 2012 році на конкурсі Superior Taste Award темне пиво Švyturys Baltijos і пиво Švyturio Ekstra були удостоєні найвищої оцінки — трьох зірок.
На заводі Švyturys досі використовується стара німецька технологія виробництва, за якої пиво дозріває не тільки у вертикальних, але і в горизонтальних резервуарах ферментації. За словами Джульєтти Армонене, провідної технологині заводу, що горизонтальних резервуарів ферментації у Литві майже не залишилося.
Пиво Švyturys експортується більш ніж в 20 країн світу — США, Канаду, Велику Британію, Ірландію, Іспанію, Італію, Польщу, Норвегію, Швецію, Фінляндію, Данію, Австралії, Франції, Ісландії, Нідерландів, Грузію, Ізраїль, Латвію, Естонію, Білорусь, Україну, Кіпр та ін
У 2013 році на заводі Švyturys планувалося зварити 34 млн літрів пива, в основному — лагера Ekstra.
У 2014 році заводу вдалося збільшити продажі напоїв (пива, сидру, коктейлів) на 8,5 %, а оборот компанії «Švyturys-Utenos alus» за перші три квартали збільшився на 4,1 % і досягнув позначки у 427 млн литів (близько 123 млн євро). Такий результат в основному спричинений через збільшення експорту.

## Сорти пива, що виготовляються

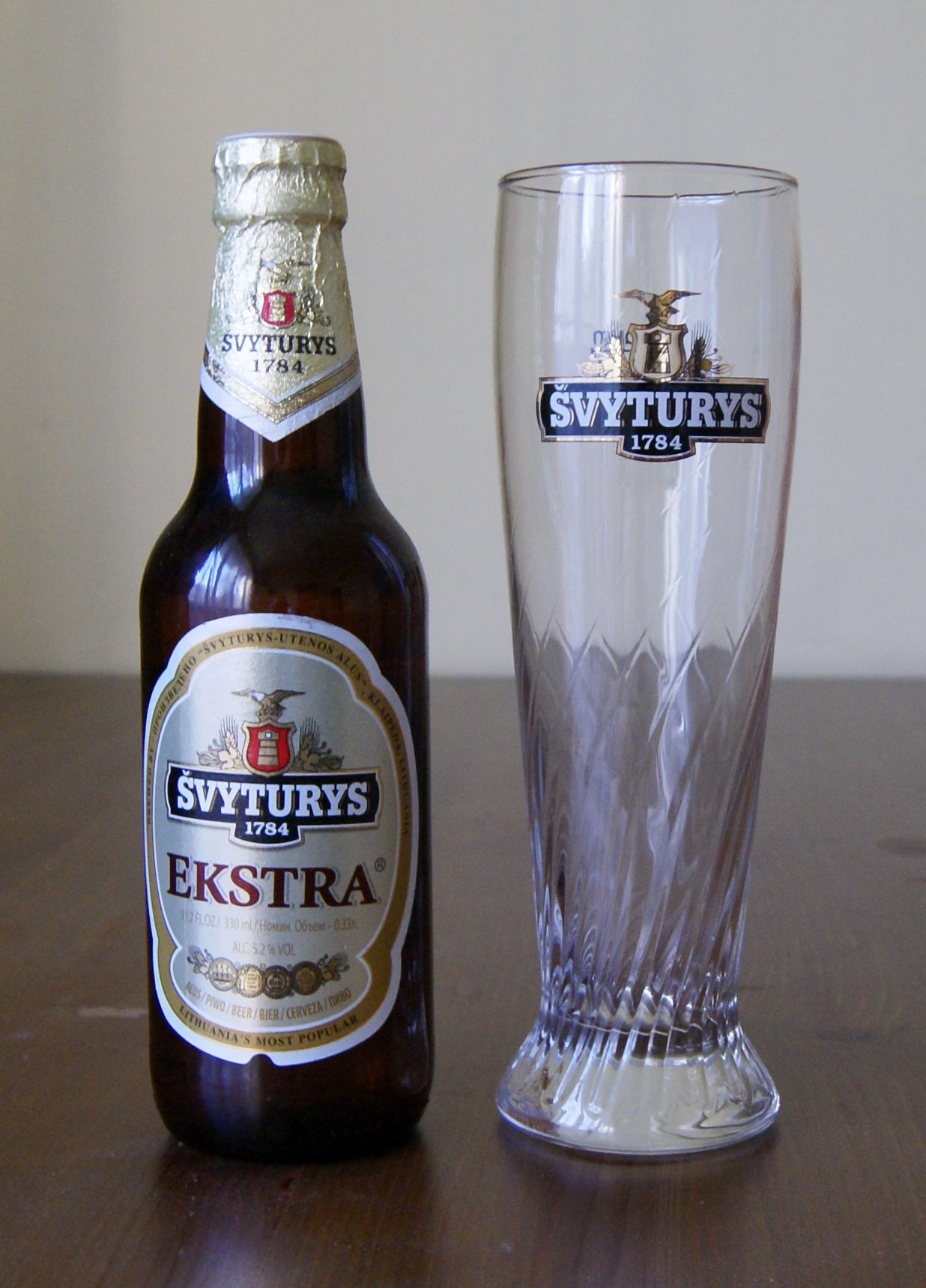
Пиво Švyturys Extra в пляшці з фірмовим стаканом.

- Švyturys Baltas, також продається під назвами Švyturys White, Біле, Hefeweizen (пшеничне нефільтроване, верхнього бродіння)
- Švyturys Baltijos (Октоберфест);
- Švyturys Ekstra (Dortmunder/EuropeanExport)[17];
- Švyturys Ekstra Draught (Dortmunder/EuropeanExport);
- Švyturys Nefiltruotas Raw (Zwickel/Keller);
- Švyturys Gintarinis (пільзнер);
- Švyturys Švyturio (світлий лагер);
- Švyturys Stipriausias (бок-бір);
- Švyturys Memelbrau (пиво, створене за спеціальною технологією; пшеничне);
- Švyturys Reinecke
- Švyturys Nealkoholinis (безалкогольне пиво)
- 20 Barrels (витримане три місяці в дубових бочках з-під віскі)[18].

## Соціальна відповідальність
Пивоварний завод Švyturys є спонсором багатьох спортивних і культурних заходів у Литві, особливо приділяється увага Клайпедському краю. У 2012 році компанією Švyturys-Utenos alus був підписаний договір про заснування Фонду клайпедського походження Švyturys. Цей фонд охоплює три соціальні програми: спорт, культуру та громади. Švyturys є постійним багаторічним спонсором найбільшого в Литві міського свята — Свята моря. Компанія підтримує клайпедський колектив спортивних танців Žuvėdra, щорічну регату Куршської затоки, клайпедський джазовий фестиваль, виділяє кошти у Фонд підтримки вітрильника «Меридіан». Також продовжується надання підтримки Художньому доку Švyturys і Арені Švyturys. Švyturys ініціював повторну посадку вигорілого лісу в Смілтені, виділив гроші на відновлення приморських дюн, а також виступав у ролі мецената регати старих вітрильних суден The Tall Ships Baltic 2009.
Švyturys — перший пивовар у Литві, що зробив внесок у національну презентацію гармонії пива та їжі. На тему поєднання їжі й пива організовуються спеціальні заходи, для представників громадськості та працівників громадського харчування постійно проводяться навчання та реалізуються видавничі проекти на тему культури споживання пива.
Із 2004 року ЗАТ Švyturys-Utenos alus є постійним спонсором Олімпійського комітету Литви.
Найбільш за все Švyturys-Utenos alus підтримує баскетбол. У 1999 році Švyturys став основним спонсором збірної Литви з баскетболу. Серед спонсорованих команд — баскетбольні клуби: вільнюський «Летувос Рітас», клайпедський «Нептунас», «Ювентус» із Утени, аматорські баскетбольні ліги Вільнюса, Каунаса та Клайпеди. ЗАТ Švyturys-Utenos alus також був офіційним спонсором Чемпіонату Європи з баскетболу 2011 року.
Щорічно проходять ініційовані підприємством нагородження кращих солістів опери та балету — Operos švyturys.
На заводі діє сильна профспілка.

## Музей пивоварні
Спільно з Клайпедським інформаційним центром туризму та культури пивоварний завод Švyturys постійно запрошує відвідати експозицію, обладнану на пивоварному заводі, за адресою: вул. Кулю Варту, 7, Клайпеда.